# Kaio Felipe Gonçalves
Kaio Felipe Gonçalves, oder einfach Kaio (* 6. Juli 1987 in Curitiba), ist ein brasilianischer Fußballspieler.

## Karriere
Kaio Felipe Gonçalves erlernte das Fußballspielen in den Jugendmannschaften von J. Malucelli Futebol und Paraná Clube. Seinen ersten Vertrag unterschrieb er 2004 bei Atletico Paranaense. Bei dem Club aus Curitiba spielte er bis 2010. 2008 wurde er Zweiter der Campeonato Paranaense. 2007 wurde er an den brasilianischen Club Guanabara EC ausgeliehen. Von Juli 2008 bis Dezember 2009 spielte er auf Leihbasis in Japan bei Cerezo Osaka. Der Club aus Osaka spielte in der zweiten Liga, der J2 League. Im Juli 2010 wechselte er ebenfalls auf Leihbasis zum Ligakonkurrenten Yokohama FC nach Yokohama. Nachdem die Leihe beendet war, wurde er von Yokohama fest verpflichtet. Mitte 2013 verließ er Japan und ging nach Dubai in die Vereinigten Arabischen Emirate. Hier schloss er sich al-Wasl an. Der Club spielte in der ersten Liga, der UAE Arabian Gulf League. Die Saison 2014 wurde er nach Südkorea an Jeonbuk Hyundai Motors ausgeliehen. Mit dem Club aus Jeonju spielte er in der ersten Liga, der K League 1. Am Ende der Saison 2014 wurde er mit dem Club Meister des Landes. 2015 wechselte er ablösefrei von al-Wasl zum südkoreanischen Erstligisten Suwon Samsung Bluewings nach Suwon. Mit Suwon schloss er die Saison 2015 als Vizemeister ab. Buriram United, ein Erstligist aus Thailand, nahm ihn die Saison 2016 unter Vertrag. Für Buriram spielte er 22 Mal in der Thai Premier League und schoss dabei fünf Tore. 2017 wechselte er nach China, wo er für den Yunnan Flying Tigers FC sowie deren Reserveteam Yunnan Lijiang Reserves spielte. Von Januar 2018 bis Ende Juli 2018 war Kaio vertrags- und vereinslos. 2018 nahm ihn der japanische Club Kyōto Sanga unter Vertrag. Der Verein aus Kyōto spielte in der zweiten Liga, der J2 League. Anfang 2019 zog es ihn wieder in die Vereinigten Arabischen Emirate, wo er sich dem Erstligisten Emirates Cultural SC aus RAK City anschloss.

## Erfolge
Athletico Paranaense
- Campeonato Paranaense

2. Platz: 2008
Jeonbuk Hyundai Motors
- K League 1

Meister: 2014
Suwon Samsung Bluewings
- K League 1

Vizemeister: 2015
Buriram United
- Kor Royal Cup: 2016
- Thai League Cup: 2016